# Medium Mark C
De Medium Mark C of Hornet is een Britse middelzware tank uit de Eerste Wereldoorlog.

## Achtergronden
Toen hij buiten de ontwikkeling van de Whippet gehouden werd, besloot de Britse tankontwerper Walter Gordon Wilson in juli 1917 een poging te wagen tot het ontwerpen van een betere tank, de latere Medium Mark B. Sir William Tritton (geridderd in februari 1917), de fabrikant van de Whippet Mark A, kreeg hier lucht van en gaf zijn hoofdingenieur William Rigby onmiddellijk opdracht een concurrerende nieuwe middelzware tank te ontwerpen. Het ontwerp werd op 19 april 1918 door het leger goedgekeurd. Zijn prototype, met de naam Hornet (hoornaar), was in augustus 1918 een maand eerder klaar dan het rivaliserende ontwerp (pikant détail is dat ze beiden in zijn fabriek gebouwd werden). Na zeer succesvolle rijtesten werd het ontwerp in oktober aanvaard voor productie en men plaatste een bestelling bij Fosters en Armlet & Wortley te Leeds voor 600 exemplaren, met een eerste productieserie van 200. Omdat rekening gehouden werd met een oorlog die zich nog jaren kon voortslepen, waren er plannen voor de bouw van wel 6000 exemplaren, waarbij dan een derde zou zijn van een nog te ontwikkelen Male - versie, dus met kanon, in dit geval de oude zesponder van de Mark I, het 57 mm Lang 40. Om een dergelijke massaproductie mogelijk te maken werd er een plan opgesteld om verschillende onderaannemers de halffabricaten te laten aanleveren en de eindconstructie in één fabriek te concentreren.

## Beschrijving
De Mark C komt erg overeen met zijn concurrent de Mark B: ook hier een verkleinde uitvoering van de zware tanks met een gevechtskazemat in plaats van de barbettes, waarvan hier - anders dan bij de rivaal - geen spoor is terug te vinden. Het grote verschil tussen beide ontwerpen zit hem in de aandrijving. Waar Wilson gekozen had voor een verkorte V4 Ricardo motor, met overeenkomstig verlies aan vermogen, ontwerpt Tritton zijn tank met een ruim en verhoogd motorcompartiment waar de standaard zescilinder Ricardo moeiteloos in kan. Ondanks een iets groter gewicht van 20,4 ton, veroorzaakt door een lengte van 7,88 meter, haalt de Medium C zo toch een maximumsnelheid van 12,7 km/u. Een benzinetank van 682 liter op de achterzijde geeft een rijbereik van 225 kilometer. De transmissie is die van de Mark V, dus epicyclisch - en een ontwerp van Wilson! Rigby heeft veel aandacht besteed aan de ergonomie: de motor is eenvoudig vanuit de gevechtsruimte te bereiken, wat erg belangrijk is bij tanks die regelmatig tijdens het gevecht storing kregen; boven op de kazematopbouw bevindt zich een roterende uitkijkcilinder voor de commandant die ook een kaartentafeltje heeft. De oriëntatie wordt nog verbeterd door elf uitkijkspleten en een kilometerteller. Naast chauffeur en mecanicien was er dan ook nog een machinegeweerschutter, die iets minder keuze had dan bij de Mark B: slechts vijf wapens (overigens werden er in de praktijk slechts vier meegenomen). Voor het eerst kunnen de bemanningsleden hun spullen in speciale kastjes opslaan. De communicatie verloopt via buizen. Ook deze tank kan een rookgordijn leggen.
De Mark C lijkt dan ook het betere ontwerp, maar bedacht moet worden dat Wilson werkte binnen de beperkende specificatie dat de tank op een enkele standaardspoorwagon moest passen.

## Operationele Geschiedenis

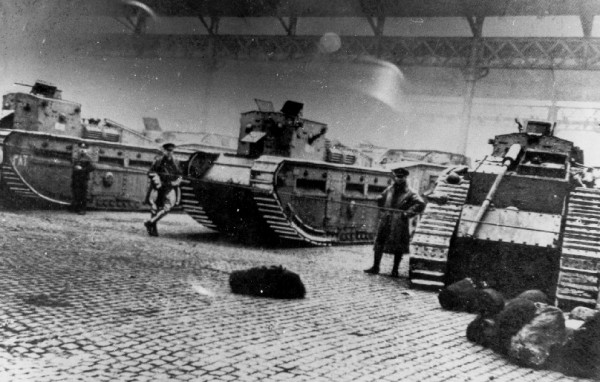
Medium Mark C's in Glasgow

Toen de oorlog afliep waren er 36 tanks in aanbouw, door uitloop bereikte de productie het aantal van vijftig. De tank werd als het meest moderne voertuig van de strijdkrachten beschouwd, in prestaties superieur aan de Mark B, en in dienst genomen bij het 2e Tankbataljon. Aan de overwinningsparade van 1919 deden als enige tanks vier Mark C's mee. Men was een beetje zuinig op de tank, die dan ook niet naar Rusland of Ierland uitgezonden werd. Het enige echte gebruik was tegen stakers in eigen land; bijvoorbeeld in maart 1921 in Glasgow. Er werd nog overwogen alle bataljons met de Mark C uit te rusten, maar generaal J.F.C.Fuller besteedde het budget aan de mislukte ontwikkeling van de Medium Mark D. Na enige jaren werden de tanks uitgerust met een extra ventilator in de achterzijde van de gevechtskazemat. Tegen het eind van de jaren twintig werd de tank zeer geleidelijk uitgefaseerd in ruil voor de Medium Mark II. Eén voertuig is nog gebruikt voor het testen van een nieuw transmissie-ontwerp.
In 1940 werd de laatste Hornet, die op een terrein bij Bovington bewaard werd, gesloopt om het pantserstaal te winnen.

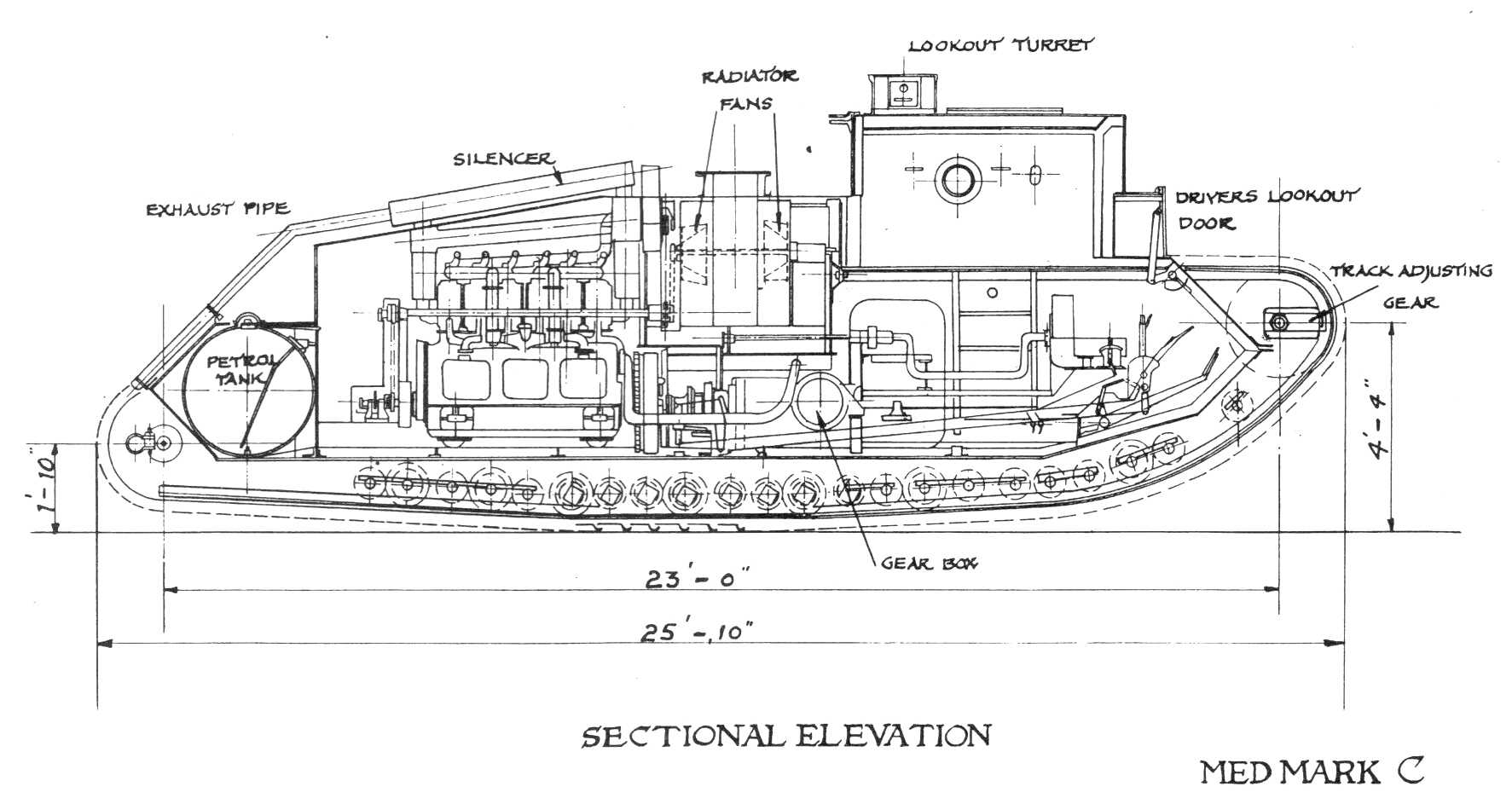
Originele tekening goedgekeurd bouwvoorstel voor de Medium Mark C